# Leucanella falcata
Leucanella falcata är en fjärilsart som beskrevs av Jean Baptiste Boisduval 1875. Leucanella falcata ingår i släktet Leucanella och familjen påfågelsspinnare. Inga underarter finns listade i Catalogue of Life.